# Anne Hathaway
Anne Jacqueline Hathaway (Nueva York, 12 de noviembre de 1982) es una actriz estadounidense. Ganó el premio Óscar, el Globo de Oro, el BAFTA y el SAG a la mejor actriz de reparto por su interpretación en Los miserables.
La revista People la nombró como una de las grandes estrellas descubiertas en 2001 y apareció por primera vez en la lista de las 50 personas más bellas del mundo de dicha revista en 2006.

## Biografía

### Infancia y juventud
Hija de la actriz de teatro Kate McCauley y del abogado Geraldston Hathaway, Anne siempre encontró la inspiración y el apoyo necesarios para seguir los pasos de su madre. A pesar de todo, la coincidencia de su nombre con el de Anne Hathaway, esposa del dramaturgo y poeta inglés William Shakespeare, ni más ni menos, es solo una casualidad. Tiene un hermano mayor, Michael, y uno menor, Thomas. Hathaway tiene principalmente ascendencia irlandesa y francesa, y más distantemente ascendencia alemana e inglesa.
Hathaway fue educada como católica con lo que ella consideraba «valores realmente fuertes», y había expresado su deseo de convertirse en monja durante su infancia. Sin embargo, rechazó la idea a la edad de 15 años, después de saber que su hermano Michael era gay. «Me di cuenta de que mi hermano mayor era homosexual, y no podía apoyar una religión que no apoyara a mi hermano. Ahora me considero una cristiana sin denominación porque no he encontrado una religión para mí». En 2009, Hathaway expresó que sus creencias religiosas eran «un trabajo en curso».
Pasó la mayor parte de su juventud en Short Hills (Nueva Jersey) y acudió al Millburn High School, en el que se graduó. Su permanencia en el instituto público de Millburn le sirvió para introducirse en el mundo escénico y hacer sus primeros intentos artísticos en el teatro. El resultado fue tan satisfactorio que acabó estudiando arte dramático en la Paper Mill Playhouse de Nueva Jersey y, estando aún en el instituto, fue nominada al «Premio Estrella Naciente» de la Playhouse por la mejor representación escolar del estado. Posteriormente, se instruyó durante varios semestres en el Vassar College de Pougkeepsie (Nueva York) antes de trasladarse definitivamente al Gallatin School of Individualized Study perteneciente a la Universidad de Nueva York. Una época de la que ella guarda muy buenos recuerdos y a la que se refiere como una de sus mejores decisiones. Allí, fue la primera y única adolescente en ser admitida en el programa de estudios intensivos de actuación organizado por la premiada compañía de teatro Barrow Group. También estudió en el programa de teatro musical organizado por el Collaborative Arts Project, CAP 21, afiliado a su universidad. De esta manera, Hathaway cuenta con una amplia formación profesional que la ha llevado a preferir el escenario al mundo del celuloide.
Además, es una consumada bailarina, que estudió en el Broadway Dance Center de la ciudad de Nueva York y, como primera soprano, en 1998 tuvo el privilegio de dar dos conciertos en el Carnegie Hall como miembro del All-Eastern US High School Honors Chorus.
Otras cualidades de Anne son el gusto por el diseño: trabajó en un proyecto con el diseñador Lázaro Hernández, con el que se rumorea que hubo un romance de corta duración.

### Inicios de carrera (2000-2004)

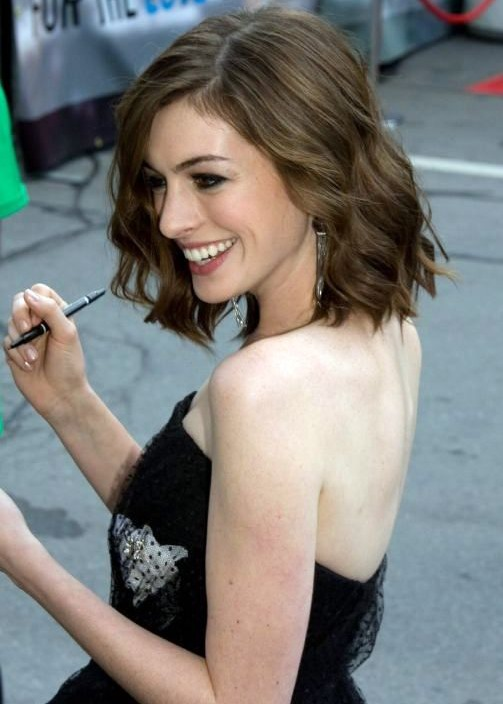
Hathaway en el estreno de Rachel Getting Married en el Festival Internacional de Cine de Toronto de 2008.

En sus inicios en el mundo del espectáculo, Anne participó en la serie Get Real. Aunque la serie tan solo se mantuvo una temporada en antena, el papel de Meghan Green le reportó muy buenas críticas a Anne y llegó a ser nominada como mejor actriz dramática en los Teen Choice Awards del año 2000.
El salto al cine se produjo solo dos años después cuando participó en el drama The Other Side of Heaven junto con Christopher Gorham, basada en la historia real de un misionero mormón en Tonga. Pero antes de empezar su producción en Nueva Zelanda, Anne se presentó al casting para el papel protagonista de Mia Thermopolis en la comedia familiar de Garry Marshall The Princess Diaries. Se dice que Marshall contrató a la actriz para interpretar a la princesa propensa a los accidentes cuando ella se cayó de una silla durante la audición. La película trataba de Mia, una adolescente de San Francisco que descubre que pertenece a la realeza, personaje que supuso un antes y un después para su posterior exitosa carrera interpretativa. Trabajando con estrellas tan talentosas como Julie Andrews (como su abuela), Héctor Elizondo (como un consejero) y Heather Matarazzo (como la amiga de Mia), Hathaway se ganó la opinión favorable del público y la crítica. Según cuenta ella misma, Garry Marshall le dio el mejor consejo de toda su carrera cuando le dijo:

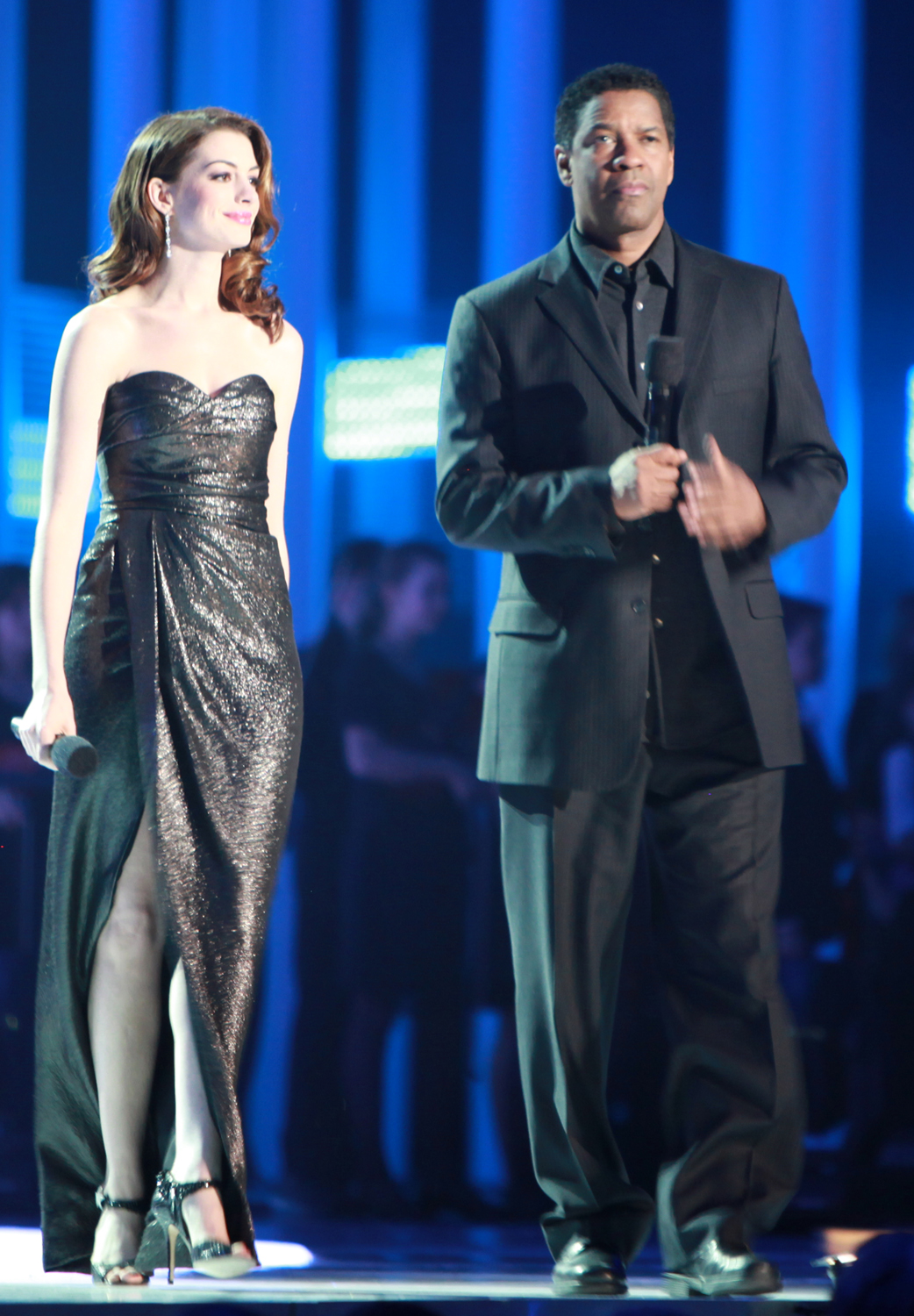
Anne Hathaway junto a Denzel Washington en el Nobel Peace Price Concert 2010.

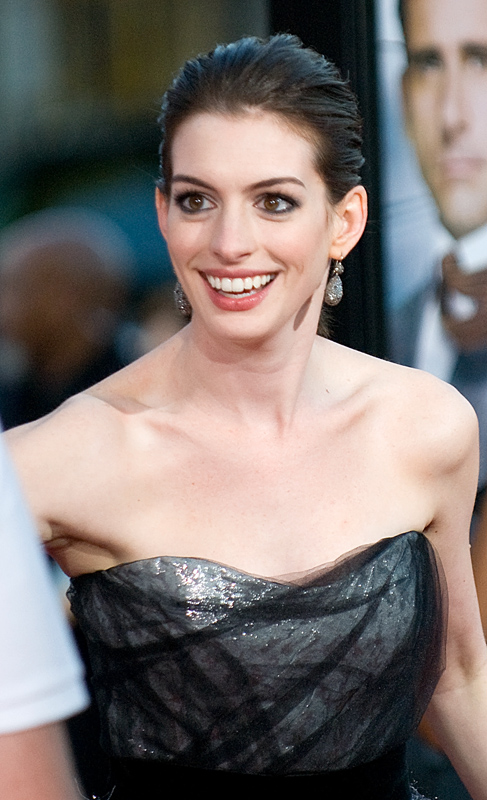
Anne Hathaway en el estreno de Superagente 86 en junio de 2008.

«Nunca sabes si una película va a ser un éxito, así que más vale que lo pases bien rodándola». Y se divirtió grabándola con todo el equipo de producción pero, además, la película fue un éxito mundial que lanzó a Anne al estrellato con sus 19 años.
Acto seguido protagonizó un segundo drama con la cinta Nicholas Nickleby basada en la novela de Charles Dickens. La película empezó con buenas referencias por parte de la crítica, incluso el periódico Deseret Morning News predijo que era una posible candidata a los premios Óscar. Sin embargo, a pesar de la aclamación de los expertos, el filme nunca obtuvo una gran audiencia y terminó hundiéndose en la taquilla estadounidense. Posteriormente, decidió recuperar su imagen de ídolo para el público infantil gracias a su papel en Ella Enchanted, una historia que se desarrollaba en un mundo mágico poblado de hadas madrinas, ogros y príncipes.
En 2004, Hathaway pudo haber sido la compañera de reparto de Gerard Butler en la adaptación cinematográfica de The Phantom of the Opera, pero acabó rechazando el papel debido a su conflictivo contrato con la compañía Walt Disney Pictures, con el cual tampoco estaba demasiado satisfecha. Disney comenzó su producción de The Princess Diaries 2: Royal Engagement a inicios de 2004 con Hathaway repitiendo su personaje en la secuela. En esta ocasión, la cinta trataba sobre la necesidad de encontrar un marido adecuado para ahora princesa Mia Thermopolis, con Chris Pine interpretando al interés amoroso de Mia, Lord Nicholas Deveraux. Su vinculación con el mundo infantil continuó con la cinta de animación Hoodwinked! de 2005, donde prestó su voz a la renovada protagonista del cuento. Un doblaje que le sirvió para explotar otra de sus cualidades, pues cantó un tema de la banda sonora original de la película.

### Transición a roles adultos y reconocimiento crítico (2005-2008)
The Princess Diaries 2: Royal Engagement supuso la despedida de Anne Hathaway del cine familiar. Consciente de que se había encasillado como un icono infantil, siguió el valioso consejo que le dio Julie Andrews durante el rodaje de la película de Disney: para desligarse de este cliché, no había nada mejor que un desnudo a tiempo, como el que la misma Julie protagonizó en S.O.B (1981). Anne Hathaway tomó nota y pronto comenzó a decir en las entrevistas que aunque siempre se la asociaba con el cine familiar, no le importaría aceptar algún papel algo más subido de tono. Y la oportunidad le llegó con la película independiente Havoc, donde interpretó a una adolescente rebelde de clase alta que deseaba probar nuevos estímulos y acababa involucrada en el mundo de las drogas y la corrupción. Sin embargo, cuando se ganó sus galones como actriz y demostró su madurez profesional fue con su participación en la controvertida y galardonada Brokeback Mountain. Ang Lee la eligió para interpretar a la mujer del personaje de Jake Gyllenhaal, un vaquero que se enamora de un chico. De esta forma, se apuntó su primer gran éxito en el cine adulto ya que la película obtuvo prácticamente todos los premios a los que estuvo nominada, incluidos tres Premios Óscar.
Apenas un año después, le llegó uno de los papeles más importantes de su carrera con The Devil Wears Prada, con el que consiguió afianzarse aún más en su ascenso profesional. El personaje de Andy Sachs, la joven inocente que llega a Nueva York para trabajar como asistente personal de la voraz e implacable editora de modas Miranda Priestly (Meryl Streep), resultó perfecto para la estabilización de Hathaway en la industria. A pesar de que su papel no aportaba nada nuevo a su registro interpretativo, dio una muy digna réplica a una espectacular Meryl Streep y consiguió no quedar en ningún momento eclipsada por la presencia de la veterana. La película recaudó más de 125 millones de dólares sólo en Estados Unidos y le permitió darse a conocer entre un público sin límite de edad. Su deseo, pues, se había cumplido ya que, como ella misma dice, lo que más le gusta de su profesión son los nuevos retos, lejos del encasillamiento.

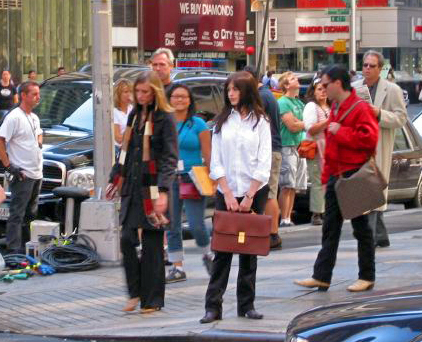
Anne Hathaway grabando una de las escenas en NY de The Devil Wears Prada en 2005.

Así se planteó su siguiente película Becoming Jane (2007) su proyecto más ambicioso hasta ese momento ya que por primera vez, aguantaba el peso de la historia completamente sola. En este drama biográfico tuvo que meterse en la piel de la escritora británica responsable de novelas como Sentido y sensibilidad y Orgullo y prejuicio, en las que Jane Austen supo plasmar como pocos el ambiente social y moral de su época. Por ello, tuvo que documentarse sobre el periodo de la Regencia, aprender los modales, bailes y decoro propios de su sociedad y, sobre todo, aprender un más que necesario acento británico al mismo tiempo que explotaba su vena más romántica. Su inmersión en el papel de Jane fue tal que la misma Anne llegó a afirmar: «Volví a leerme toda la obra de Jane y unas cuantas biografías. También leí ensayos críticos sobre ella, sus cartas y me documenté sobre el periodo de la Regencia. Leía todo lo que llegaba a mis manos. Llegó un momento en el que el director me arrancaba los libros de las manos porque yo no dejaba de señalar detalles incongruentes entre el guion y la época».
Desde entonces, la proyección artística de Anne ha seguido un buen ritmo. El 2008 vino acompañado de tres estrenos. Después de mostrar su faceta más dulce con Becoming Jane, aquel año la actriz quiso probar suerte con su primera cinta de acción en el remake cinematográfico Superagente 86, basada en la mítica serie del mismo nombre, en el cual encarnó a la Agente 99. También participó en el drama de Passengers que supuso su primera incursión en el thriller sobrenatural. Pero, cuando realmente se pudo comprobar que su salto a la madurez era permanente fue bajo las órdenes de Jonathan Demme en Rachel Getting Married. En este retorno del oscarizado director de The Silence of the Lambs, Hathaway tuvo la oportunidad de demostrar su talento interpretativo gracias al papel de Kym, la oveja negra de una familia aparentemente bien avenida. Ojerosa y con el rímel medio corrido, Anne Hathaway tuvo que afrontar uno de los personajes más complejos y atormentados de toda su carrera. El New York Post no dudó en definirla como «la guinda imprescindible de la película» y los críticos poco a poco empezaron a alabarla. Evidentemente, Rachel Getting Married confirmaba que aquella actriz perfumada de Disney había desaparecido y en su lugar había quedado una actriz refinada y elegante que apuntaba a ser una gran estrella. Una transformación que fue premiada en varios festivales de cine pero, además, le mereció su primera nominación a los Óscar y Globos de Oro como mejor actriz principal.

### Comedias románticas y eventos de presentación y películas con Christopher Nolan (2009-2014)
A principios de 2009, protagonizó la comedia romántica Bride Wars junto a Kate Hudson, que se convirtió con los años en un filme indispensable dentro del género. Más tarde, en diciembre del mismo año, Sam Raimi confirma a Hathaway en Spider-Man 4 (prevista para 2011) para interpretar a Felicia Hardy, alias Black Cat. Algunos directivos de Sony Pictures decían que Felicia no sería la antiheroína Black Cat , sino que se volvería una villana conocida como Vulturess. En enero de 2010, se canceló la película debido a problemas de guion y reparto.
Es precisamente en ese momento, cuando una nueva Anne ha decidido volver a la compañía Disney; pero en unas condiciones completamente diferentes. En colaboración con uno de los grandes directores del cine estadounidense, Tim Burton, dio cuerpo a la Reina Blanca de Alicia en el país de las maravillas acompañada por Helena Bonham Carter, Johnny Depp y Alan Rickman. Mientras tanto, siguió preparando nuevos proyectos para los siguientes años, como la comedia romántica de Garry Marshall Valentine's Day, que se estrenó el Día de San Valentín de 2010. También participó en la película llamada Love and Other Drugs dirigida por Edward Zwick, que protagoniza junto al actor Jake Gyllenhaal, donde interpreta a una mujer afectada por el Parkinson que se enamora de un visitador médico, vendedor de viagra. En 2011 apareció junto a Jim Sturgess en la película de Lone Scherfig, One Day, basada en la novela del mismo nombre, donde interpreta a su protagonista, Emma Morley, una chica dulce e inteligente que entabla una relación especial con Dexter Mayhew, la cual será explorada por veinte años. Hathaway personifica a Selina Kyle / Catwoman en la nueva cinta de la saga de Batman que cuenta con Christian Bale y Tom Hardy, titulada The Dark Knight Rises, que se convirtió en una de las películas más taquilleras de la historia.
En 2011, Hathaway prestó su voz a Perla, una guacamaya de Spix de Río de Janeiro, en la película animada Rio, producida por 20th Century Fox y Blue Sky Studios. La película recibió críticas generalmente positivas de los críticos de cine, quienes elogiaron las imágenes, la actuación de voz y la música, actuó junto su excompañero de reparto (y hermano en pantalla) de Get Real, Jesse Eisenberg Un éxito comercial, recaudó más de $ 484 millones en todo el mundo con un presupuesto de $ 90 millones. En octubre de 2011, se confirmó que Hathaway participaría en la película Los miserables dirigida por Tom Hooper y protagonizada por Hugh Jackman y Russell Crowe, interpretando a Fantine. Un video de Hathaway cantando I Dreamed a Dream, una canción de Los miserables se presentó en el CinemaCon el 26 de abril de 2012. Hooper describe el canto de Hathaway como «crudo y real». Para el papel, Hathaway cortó su pelo en un corte pixie, afirmando: «No lo siento como un sacrificio. Transformarse es una de las mejores cosas de la actuación». Dicha película fue estrenada el 25 de diciembre de 2012 en Estados Unidos. Por su actuación, Hathaway recibió elogios de la crítica y fue nominada para varios premios, incluyendo el premio Óscar, un Globo de Oro, el Screen Actors Guild Award y el premio BAFTA a la mejor actriz de reparto. Ganó todos los premios antes mencionados, recibiendo el último de estos galardones, el 24 de febrero de 2013, al recibir un premio de la Academia como Mejor Actriz de Reparto por su papel en Los miserables.

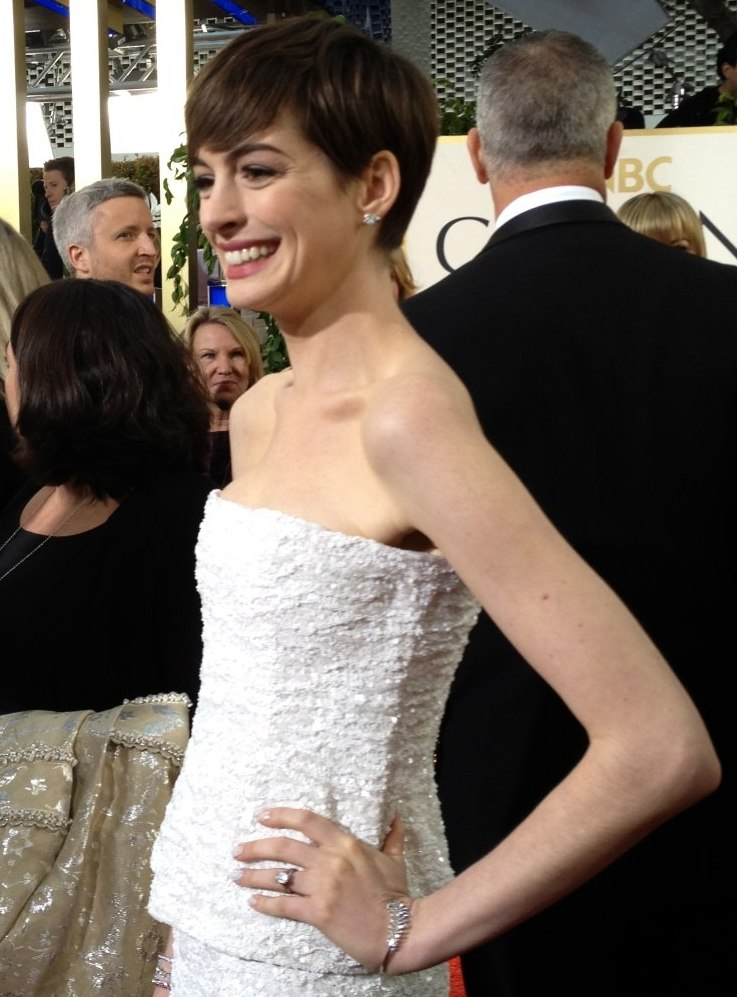
La actriz en los Globos de Oro 2013, donde fue nominada por su actuación en Les Misérables.

El resto de la década de 2010 la vio favorecer las grandes producciones. Entonces, en 2014, se reunió con Christopher Nolan para el éxito de taquilla de ciencia ficción Interstellar. La película fue aclamada por la crítica y obtuvo un gran reconocimiento en todo el mundo, también en 2014, Hathaway repitió su papel de Perla en la película animada Rio 2, fue su tercera película con Jamie Foxx Recaudó unas cinco veces más que su presupuesto de 103 millones de dólares. Y al año siguiente, vuelve a visitar el género romántico como la heroína de The Intern, bajo la dirección de Nancy Meyers, y en la compañía del respetado Robert De Niro.

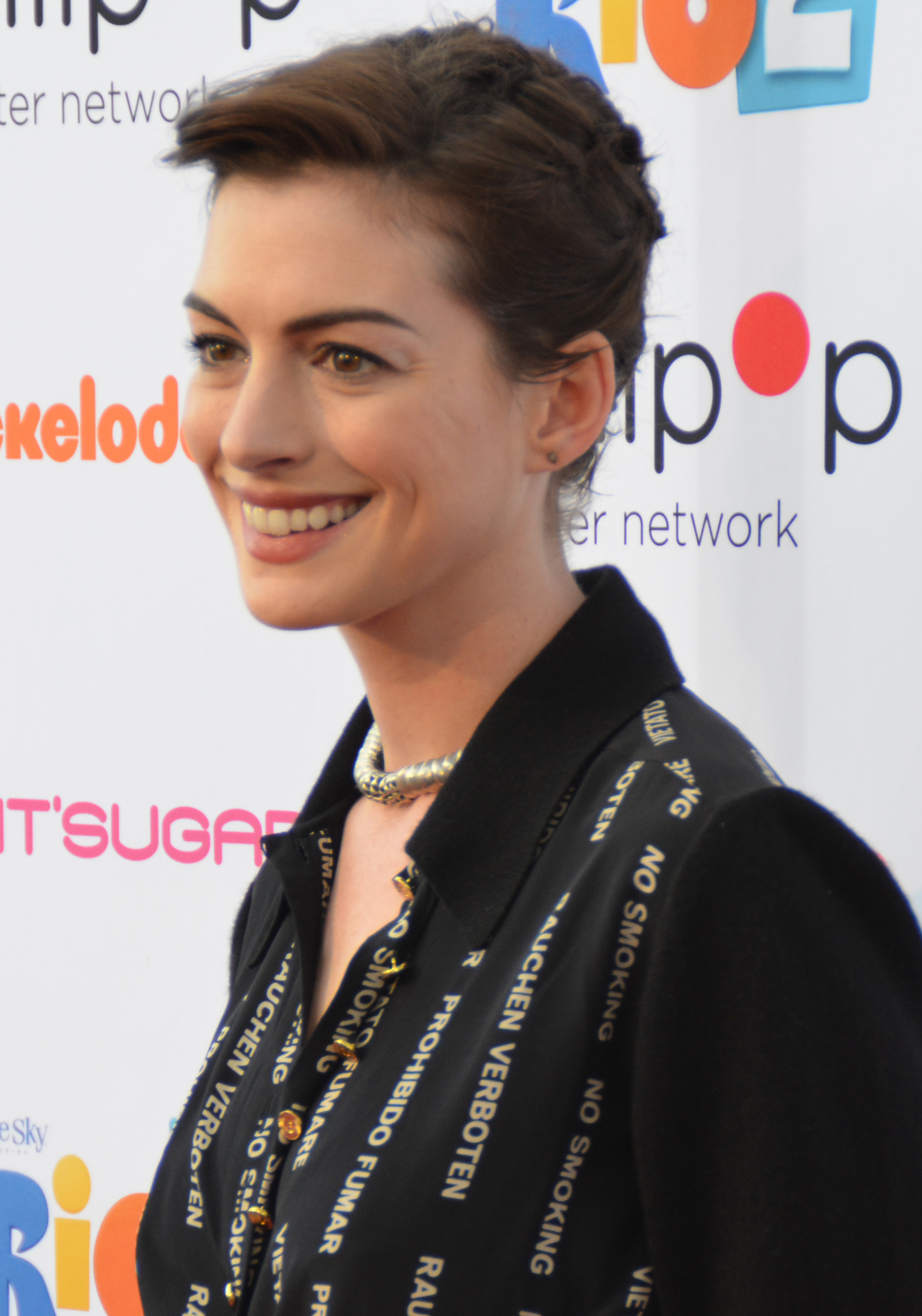
Anne Hathaway en la proyección de Río 2 en Nickelodeon Studios en Burbank, California el 26 de abril de 2014.

La actriz conoció a Joseph Gordon-Levitt en la película The Dark Knight Rises, haciéndose amigos y realizando apariciones en los proyectos personales de este último: en 2013, para un cameo en su comedia romántica independiente Don Jon, y en 2015 en un cortometraje de su productora HitRecord. Anne Hathaway cantó a dúo con Lucien Gainsbourg el título «The Cure» en el álbum Lady Luck (ediciones Mercury 2015).
En 2016 participó en dos proyectos: primero, metiéndose de nuevo en el papel de Reina Blanca para la secuela Alicia a través del espejo, protagonizada nuevamente por Johnny Depp, pero esta vez con la dirección de James Bobin. Luego sorprendió al ser la cabeza de cartel de una comedia de ciencia ficción independiente, Colossal, un proyecto original escrito y dirigido por Nacho Vigalondo.
Posteriormente, volvió a las grandes producciones: formó parte del elenco femenino reunido para la comedia de atracos Ocean's 8, dirigida por Gary Ross. Luego le dio línea a Matthew McConaughey para el thriller estrenado en 2019, Serenity, escrito y dirigido por Steven Knight. Este segundo proyecto se transmitió exclusivamente en todo el mundo en Netflix, interpretando a una mujer que le encarga a su exmarido (interpretado por McConaughey) que mate a su nuevo marido abusivo, un papel por el que se tiñó el pelo de rubio. The Washington Post criticó su actuación como «caricaturesca», escribiendo que su personaje de mujer fatal era una reminiscencia de «una especie de Jessica Rabbit de acción en vivo». Luego, la actriz filmó el drama Dark Waters con Mark Ruffalo, frente a la cámara de Todd Haynes, sobre el envenenamiento ambiental realizado por la compañía química DuPont. Escribiendo para Variety, Owen Gleiberman calificó su actuación de apoyo como «una danza penetrante de agonía y lealtad».
En mayo de 2019, mientras promocionaba la comedia The Hustle, en la que coprotagonizó junto a Rebel Wilson, la actriz obtuvo su estrella en el famoso Paseo de la fama de Hollywood.
Hathaway inició la nueva década con el thriller político The Last Thing He Wanted (2020), basado en el libro homónimo de Joan Didion. Ella se consideraba una elección poco probable para el periodista testarudo, ya que difería de su propia personalidad de «cachorro». Recibió críticas negativas de los críticos. Hathaway protagonizó The Witches, una adaptación de la novela del mismo nombre del director Robert Zemeckis, donde interpreta a la Gran Bruja.
En 2023 produjo su segunda película, She Came to Me, la cual también protagonizó como Patricia Jessup-Lauddem, la mujer de un compositor bloqueado y sin inspiración. En 2024 continuó con su faceta como productora para sus dos siguientes personajes en pantalla: como coprotagonista del thriller Mothers' Instinct interpretando a Céline Jennings, una mujer en duelo y resentida por la pérdida de su hijo, por la cual culpa a su vecina (Jessica Chastain); y en la comedia romántica The Idea of You, basada en un fanfiction de una estrella del pop de la vida real, que se convirtió en un éxito instantáneo tras su estreno en Prime Video.
En 2025, Hathaway ha participado en varios proyectos cinematográficos relevantes. Interpretó un papel en Flowervale Street, una película de ciencia ficción dirigida por David Robert Mitchell. También protagonizó Verity, adaptación del bestseller de Colleen Hoover dirigida por Michael Showalter, donde interpreta a la autora Verity Crawford. Asimismo, formó parte del elenco de Mother Mary, un drama musical dirigido por David Lowery, y de la comedia de acción Seesaw Monster, basada en la novela de Kotaro Isaka. 

Además, Hathaway está confirmada para regresar en la tercera entrega de The Princess Diaries, dirigida por Adele Lim y escrita por Flora Greeson. Por otro lado, retomará su papel de Andy Sachs en la secuela The Devil Wears Prada 2, con estreno previsto en 2026.

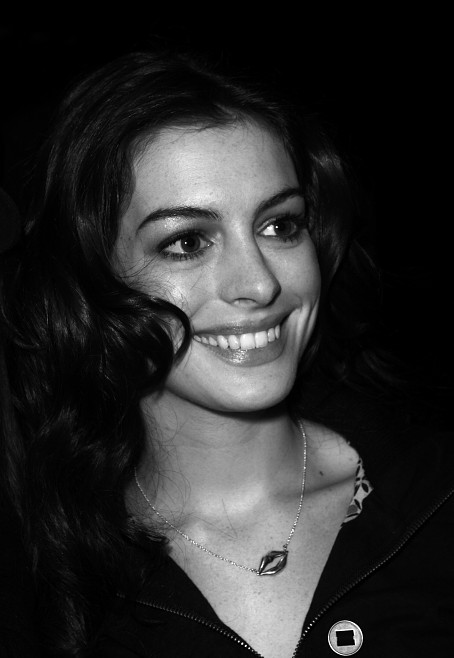
Anne Hathaway en el New York Fashion Week 2008.

## Vida personal
Su estilo de actuación ha sido comparado con Judy Garland y Audrey Hepburn. Hathaway cita a Hepburn como una de sus actrices favoritas y a Meryl Streep como un ídolo.
Hathaway fue portada de revistas en múltiples ocasiones. En 2006, la revista People la incluyó en su lista de las 50 personas más hermosas del mundo y en 2008 Lancôme la escogió para que fuera la imagen de su nueva fragancia Magnifique. La actriz ha afirmado que no se identifica con los cánones clásicos de belleza de Hollywood y terminó estableciendo residencia en Nueva York.

### Matrimonio
El 29 de septiembre de 2012, se casó con el actor Adam Shulman, en una boda celebrada en una finca privada en la costa del océano Pacífico al sur de San Francisco, según informaron revistas como People y Us. Hathaway dio a luz a su primer hijo, Jonathan Rosebanks Shulman, el 24 de marzo de 2016. En 2019, anunció que estaba esperando su segundo hijo. En diciembre de 2019, dio a luz a su segundo hijo, Jack Shulman.

### Filantropía
En 2018, Hathaway colaboró con trescientas otras mujeres en Hollywood para crear Time's Up, una iniciativa para proteger a la mujer contra el acoso y la discriminación.

## Filmografía
Según el sitio web de agregación de reseñas Rotten Tomatoes, que asigna puntajes de películas según las críticas y la recepción del público, algunas de las películas de Hathaway con mayor puntaje incluyen: Les Misérables (2012), The Princess Diaries (2001), The Devil Wears Prada (2006), Love and Other Drugs (2010), Interstellar (2014), o Armageddon Time (2022).  Sus películas más exitosas financieramente incluyen: Get Smart (2008), Bride Wars (2009), Valentine's Day (2010),  Alice in Wonderland (2010), Rio (2011), The Dark Knight Rises (2012), The Intern (2015), Ocean's 8 (2018), o The Hustle (2019).

## Reconocimientos
Hathaway ha sido nominada en dos ocasiones, a los Premios de la Academia, también conocidos como Premios Óscar, hasta tres ocasiones a los Premios Globo de Oro, cuatro a los Premios del Sindicato de Actores (Premios SAG) y una vez a los Premios de Cine de la Academia Británica (BAFTA). Ganando el Globo de Oro a la Mejor actriz de reparto, el Premio SAG a la Mejor actriz de reparto, el Premio BAFTA a la Mejor actriz de reparto y el Premio de la Academia a la Mejor actriz de reparto por su actuación como Fantine en la película de Los Miserables (2012).
En 2019, Hathaway recibió una estrella en el Paseo de la Fama de Hollywood.